# Manipulación mediática según Noam Chomsky
Según Chomsky (1990), los medios de comunicación masivos actúan como transmisores de mensajes hacia el ciudadano promedio. Por lo tanto su función principal es entretener, informar e impartir valores y códigos de comportamiento que propiciarán que los individuos se moldeen a las estructuras sociales. Todo ello se ve reflejado en el control ejercido por las macroempresas de comunicación, que procuran mayor poderío sobre las masas, que necesitan ser cegadas y distraídas de la realidad. La manipulación mediática surge del interés de los grupos dominantes por conformar una conciencia colectiva, lo que Chomsky explica con sus propias palabras:

“En un estado totalitario no importa lo que la gente piensa, puesto que el gobierno puede controlarla por la fuerza empleando porras. Pero cuando no se puede controlar a la gente por la fuerza, uno tiene que controlar lo que la gente piensa, y el medio típico para hacerlo es mediante la propaganda (manufactura del consenso, creación de ilusiones necesarias), marginalizando al público en general o reduciéndolo a alguna forma de apatía”
(Chomsky, N., 1993)

Chomsky, en cambio,   no es el autor de "las 10 estrategias de manipulación mediática", texto que se ha convertido en un fenómeno viral en Internet. El verdadero autor es el francés Sylvain Timsit. El documento fue publicado por primera vez en francés, en 2002, con el título original "Stratégies de manipulation", en la web syti.net. El copyright del texto es de esa fecha y de dicho lugar y el texto todavía se encuentra en el sitio web de origen. El origen de la falsa atribución a Chomsky, estaría en el error que en su día cometió la agencia Pressenza, según ha manifestado Timsit.

## Filtros de la comunicación

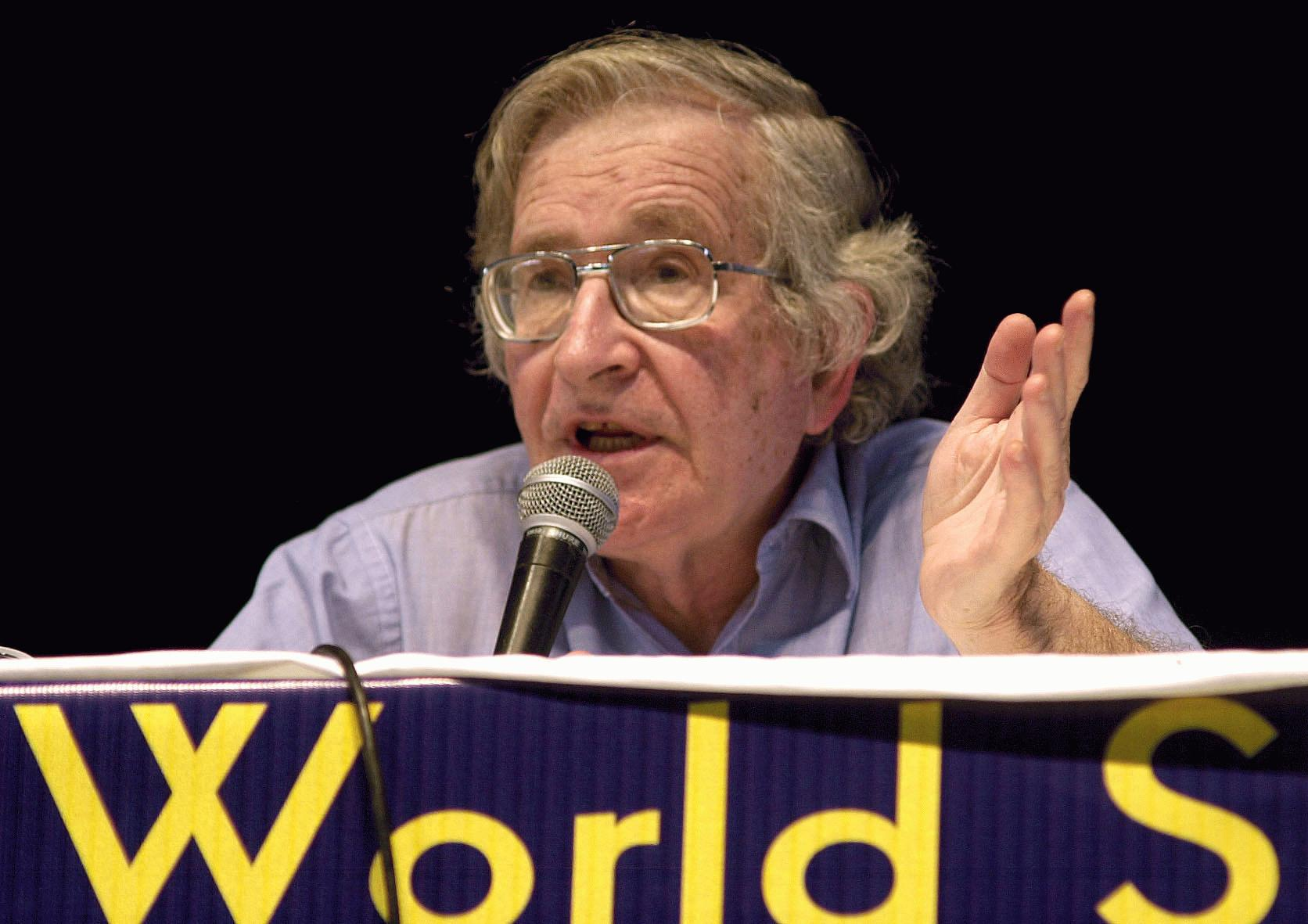
Noam Chomsky, reconocido lingüista y politólogo estadounidense.

Los medios de comunicación de masas actúan como sistema transmisor de mensajes para el ciudadano o habitante medio. Su función es la de divertir, entretener e informar, así como inculcar a los individuos los valores, creencias y códigos de comportamiento que les harán integrarse en las estructuras institucionales de la sociedad. En un mundo en el que la riqueza está concentrada y en el que existen grandes conflictos de intereses de clase, el cumplimiento de tal papel requiere una propaganda sistemática (Chomsky y Herman, 1990: 21). Chomsky y Herman describen cinco filtros a los cuales se recurre a partir de la clasificación de la información que se considera apta o no apta para la audiencia. Estos son:
1. "Magnitud, propiedad y orientación de los beneficios de los medios de comunicación". Concierne al mercado de los medios, lo cual sugiere que las grandes empresas de información controlan todos los medios de difusión globales. Estas empresas a su vez tienen nexos con distintas entidades políticas, sociales, industriales y económicas, cuya tarea principal es retroalimentar sus ideologías y pensamientos en la población. De esta manera se impide el surgimiento de medios alternativos que no representen a estas grandes instituciones. Esto según Chomsky,“pone en énfasis la desigualdad de riqueza y poder, así como en los efectos que esta produce a diferentes niveles en los intereses y elecciones de los medios de comunicación de masas".
2. "Beneplácito de la publicidad". La proliferación de los medios de comunicación ha permitido que se generen espacios de publicidad que alientan el crecimiento económico de distintas empresas y de los mismos medios. Sin embargo, con el paso del tiempo la pauta publicitaria ha generado una marcada brecha entre las grandes compañías capaces de lucrar mediante sus anuncios con respecto a las que no disponen de acceso a los medios. "Los anunciantes, en consecuencia, suelen apoyar programas que concuerden ideológicamente con ellos (a saber, contenidos que no sean poner en tela de juicio la ideología corporativa dominante)".[3]
3. "Suministro de noticias a los medios de comunicación". Las noticias que se difunden a la audiencia tienden a ser "cuidadosamente seleccionadas"  por el gobierno e instituciones privadas y públicas, lo cual resulta en aportación informativa mediocre, aislada de la realidad y falta de crítica. Este filtro justifica los intereses de las élites. Según Chomsky (1988) Los representantes de los medios de comunicación pretenden que lo que el gobierno dice es "de interés periodístico" por derecho propio; es decir, su objetividad es nominal y no real puesto que lo que es aceptado por el gobierno y es emitido por un medio de comunicación sin ser evaluado en un contexto y sin considerar alguna manera de manipulación es tomado como permiso para ser "dirigido", de este modo se constata el manejo de la información mediante el suministro de ésta a los medios de comunicación masivos.
4. "Críticas a los contenidos de los medios de comunicación". También conocido como "El "con el mazo dando" de los reforzadores de opinión". Este ítem constituye la manera como las élites acallan cualquier tipo de información que vaya en contra de sus intereses particulares, ya que para ellas no es conveniente ser criticadas ante una gran masa de gente del común. Es por ello que "si se considera que probablemente algunos acontecimientos, posturas o programas pueden provocar esta respuesta crítica, lo más probable es que sean eliminados" (Chomsky y Herman 1988).
5. "Anticomunismo como mecanismo de control ideológico". El comunismo ha sido siempre el fantasma temido por los propietarios, ya que amenaza las raíces mismas de su posición social y de su estatus superior. Quizá –tras la caída del muro de Berlín y el colapso de la URSS–, este filtro sea ya obsoleto, pero su política puede extrapolarse fácilmente a casos como el de la guerra del Golfo, mientras que los resabios ideológicos del anticomunismo prosiguen en los medios, promocionando el individualismo proempresarial y el ataque sin cuartel al estado de bienestar. Así mismo el mecanismo de control anticomunista llega a través del sistema a ejercer una fuerte influencia sobre los medios de comunicación por medio de temas esquematizados en términos de la bipolaridad comunista y anticomunista con perdidas y ganancias que abogan por la propaganda de cada grupo (mayoritariamente del anticomunismo), lo que a su vez genera en la audiencia la aceptación de un hecho como verdad legítima.[4]